# Erich Wächter (Politiker)

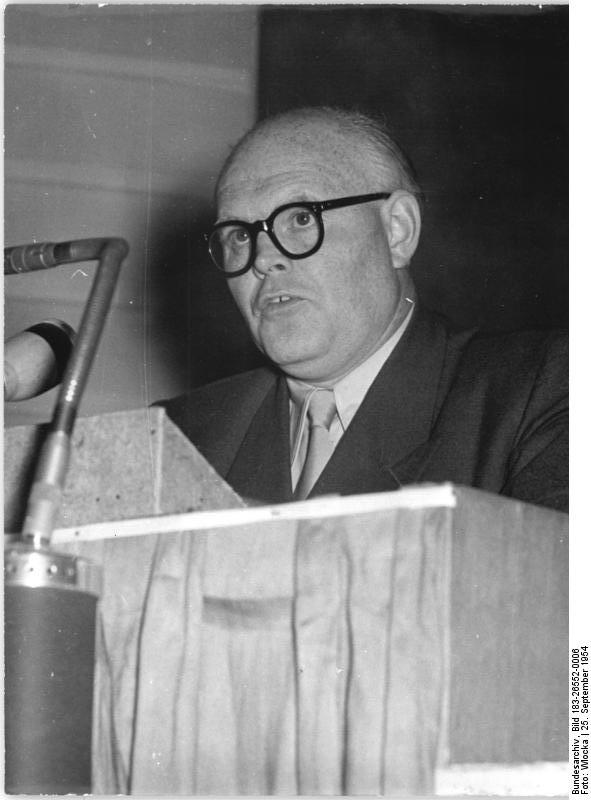
Erich Wächter (1954)

Erich Wächter (* 26. August 1908 in Essen; † 10. April 1971 in Berlin) war ein deutscher Politiker und Funktionär der CDU in der DDR.

## Leben
Der Arbeitersohn besuchte von 1918 bis 1924 die Oberrealschule und anschließend für ein Jahr die Höhere Handelsschule. Danach absolvierte er bis 1927 ein zweijähriges Volontariat als Feld- und Industriebahner in Essen. In der Zeit von 1927 bis 1944 arbeitete er als Industrie- und Handelskaufmann bei der Deutschen Lufthansa in Essen und Berlin. 1944 wurde er zur Wehrmacht eingezogen und kam 1945 in Kriegsgefangenschaft.
1945 trat er in die CDU in der Sowjetischen Besatzungszone ein. Von 1946 bis 1947 war er Kreisrat für Wirtschaft und stellvertretender Landrat des Kreises Hagenow. Er war 1950 als Landrat des Kreises Usedom tätig.
Ab März 1950 war er Minister für Aufbau und Verkehr im Land Mecklenburg und von November 1950 bis 1953 Staatssekretär im Ministerium für Verkehr der DDR (Nachfolger von Wilhelm Bachem). 1953 wurde er Präsident der Industrie- und Handelskammer der DDR. Von 1950 bis 1958 war er Abgeordneter der Volkskammer.
Erich Wächter wurde 1955 mit dem Vaterländischen Verdienstorden in Bronze und 1959 in Silber ausgezeichnet. Vom März des gleichen Jahres bis 1968 war er Stellvertretender Minister für Außenhandel und Innerdeutschen Handel. Anschließend war er von 1968 bis 1971 als Handelsrat in Bulgarien tätig. 1968 erhielt er den Orden Banner der Arbeit.
Er war von 1950 bis 1958 Mitglied des Hauptvorstandes und des Präsidiums der CDU sowie Vorsitzender der Revisionskommission.